# 劉烜
劉烜（1734年3月15日—1809年8月4日，雍正甲寅二月十一日－嘉慶己巳六月二十三日），字巽行，號瀛坡。江蘇省常州府陽湖縣（今屬常州市武進區）人，清朝政治人物、將領。

## 生平
乾隆二十一年（1756年）取中丙子科武鄉試武魁，授任兵部差官。
二十七年（1762年），捐升貴州銅仁協右營守備。
三十五年（1770年），升直隸天津鎮舊州營都司。
四十一年（1776年），升直隸督標前營游擊。
四十七年（1782年），調任直隸涿州營參將。後歷署直隸督標中軍副將、直隸通州副將。
五十年（1785年），署理直隸山永副將。
五十四年（1789年），遷浙江金華協副將。
五十五年（1790年），以副將護理衢州鎮總兵，誥授武功將軍。後改平陽協副將。
五十八年（1793年），升授黃巖鎮總兵，調任浙江衢州鎮總兵。
六十年（1795年），改福建汀州鎮總兵，調署漳州鎮總兵。
嘉慶三年（1798年），誥授武顯將軍。
四年（1799年），因起解地丁銀兩被劫案降一級調職，歸鄉。子劉遵陸奉迎至浙江金華府金華縣衙署。
十四年（1809年）離家歸鄉省墓，偶感暑疾，卒，年七十六歲。
與姻族趙翼親善，加入其詩會。死後，趙翼作〈哭劉瀛坡總戎〉詩痛悼：「如此相知忍棄捐，身騎箕尾竟登仙」。
後以曾孫劉如煇恭遇覃恩獎給從二品封典，貤贈通奉大夫，有誥敕二道。

## 家庭及關聯
劉烜為武進西營劉氏第十四世。
- 五世祖：劉綿祚（1589年－1634年），崇禎四年進士，官江西吉安府永豐縣知縣。
- 五世祖母：宜興史氏，贈太常寺卿史褒德之女，萬曆十一年進士太僕寺卿史孟麟之姊妹。
- 高祖父：劉恆立（1616年－1686年），邑庠生。
- 高祖母：薛氏，庠生薛汝亨之女。
- 曾祖父：劉廷鋐（1637年－1714年）。
- 曾祖母：唐氏，貤贈夫人。貢生唐宇全之女。
- 祖父：劉仕清（1674年－1736年），恩廕生。
- 祖母：吳氏，貤贈恭人，累贈夫人。庠生吳中佳之女。
- 父：劉汝霖（1694年－1767年），監生。
- 母：高氏，誥贈恭人，累贈夫人。監生考授州同知高世華之女。

### 妻妾
- 正室：姚氏，誥封夫人。貤封昭武都尉姚讓淵之女。
- 側室：許氏，以子劉錫齡官誥封恭人。
- 側室：蘇氏，撫孤守節奉旨旌表，以子劉錫齡官貤封宜人，以子劉紹詹官晉封恭人。

### 子女
有六子二女。
- 長子：劉遵陸（1756年－1831年），姚氏出，乾隆五十四年舉人，官至廣東惠州府海豐縣知縣。娶華渡里管氏，順天府霸州州同管驊駪之女。
- 次子：劉映甲（1759年－1782年），姚氏出，監生。娶楊氏，候選布政司經歷楊祖幹之女。
- 三子：劉國齡（1767年－1827年），姚氏出，考職選授山東莒州吏目，官至浙江處州府松陽縣知縣。娶浙江慈谿周氏，直隸保定營守備周蘅之女；繼娶西營湯氏，候選州同知湯貽燕之女。
- 四子：劉錫齡（1772年－1838年），庶蘇氏出，二品廕生，官至戶部山西司郎中，記名知府。娶鈕氏，監生鈕昭復之女。
- 五子：劉兆登（1807年－1855年），庶蘇氏出，道光二十四年舉人，官山西潞安府屯留縣知縣。娶江西金谿陳氏，貴州普安直隸廳同知陳士竹之女。
- 六子：劉紹詹（1810年－1882年），庶蘇氏出，監生，官至山東濟南府齊東縣知縣加同知銜。娶順天三河郝氏，候選布政司理問郝子鑑之女。
- 長女，姚氏出。適監生張鼒，夫亡苦志守節。
- 次女，庶許氏出。適山東候補巡檢長洲高本莊。